# Onychostoma barbatulum
Onychostoma barbatulum е вид лъчеперка от семейство Шаранови (Cyprinidae).

## Разпространение
Видът е разпространен в Китай (Гуандун, Гуанси и Хунан), Провинции в КНР и Тайван.